# Első Barroso-bizottság
A Barroso-bizottság 2004. november 22-től 2010. február 9-ig hivatalban lévő Európai Bizottság. Elnöke José Manuel Barroso, akit 2009-ben az Európai Parlament újabb öt évre megválasztotta.

## Tagjai
A 27 főből álló testület tagjai a biztosok, akik az Európai Unió tagországainak küldöttei.
| Feladatkör                                                              | Név                       | Küldő ország       | Párt             |
| ----------------------------------------------------------------------- | ------------------------- | ------------------ | ---------------- |
| Elnök                                                                   | José Manuel Durão Barroso | Portugália         | PSD              |
| Alelnök Intézményközi kapcsolatok és kommunikációs stratégia            | Margot Wallström          | Svédország         | SAP              |
| Alelnök Vállalkozáspolitika és ipar                                     | Günter Verheugen          | Németország        | SPD              |
| Alelnök Közlekedés                                                      | Jacques Barrot            | Franciaország      | UMP              |
| Alelnök Igazgatási ügyek, pénzügyi ellenőrzés és csalás elleni küzdelem | Siim Kallas               | Észtország         | ERP              |
| Alelnök Igazságügy, szabadság és biztonság                              | Franco Frattini           | Olaszország        | Forza Italia     |
| Információs társadalom és média                                         | Viviane Reding            | Luxemburg          | CSV              |
| Környezetvédelem                                                        | Stavros Dimas             | Görögország        | Új Demokrácia    |
| Gazdasági és monetáris ügyek                                            | Joaquín Almunia           | Spanyolország      | PSOE             |
| Regionális politika                                                     | Danuta Hübner             | Lengyelország      | pártonkívüli     |
| Halászati és tengerészeti politika                                      | Joe Borg                  | Málta              | PN               |
| Pénzügyi programozás és költségvetés                                    | Dalia Grybauskaitė        | Litvánia           | pártonkívüli     |
| Tudomány és kutatás                                                     | Janez Potočnik            | Szlovénia          | LDS              |
| Oktatás, képzés, kultúra                                                | Ján Figeľ                 | Szlovákia          | KDH              |
| Egészségügy                                                             | Markos Kyprianou          | Ciprus             | Demokrata Párt   |
| EU-bővítés                                                              | Olli Rehn                 | Finnország         | Finn Centrumpárt |
| Fejlesztés és humanitárius segítségnyújtás                              | Louis Michel              | Belgium            | Reformmozgalom   |
| Adózás és vámunió                                                       | Kovács László             | Magyarország       | MSZP             |
| Versenypolitika                                                         | Neelie Kroes              | Hollandia          | VVD              |
| Mezőgazdaság és vidékfejlesztés                                         | Mariann Fischer Boel      | Dánia              | Venstre          |
| Külkapcsolatok és európai szomszédsági politika                         | Benita Ferrero-Waldner    | Ausztria           | ÖVP              |
| Belső piac és szolgáltatások                                            | Charlie McCreevy          | Írország           | Fianna Fáil      |
| Foglalkoztatás, szociális ügyek és esélyegyenlőség                      | Vladimír Špidla           | Csehország         | ČSSD             |
| Kereskedelem                                                            | Peter Mandelson           | Egyesült Királyság | Labour           |
| Energiaügyek                                                            | Andris Piebalgs           | Lettország         | LC               |
| Fogyasztóvédelem                                                        | Meglena Kuneva            | Bulgária           | NDSV             |
| Többnyelvűség                                                           | Leonard Orban             | Románia            | pártonkívüli     |

### A Barroso-bizottság megoszlása a biztos párthovatartozása szerint
| Pártcsalád               | Biztosok száma |
| ------------------------ | -------------- |
| jobboldali / konzervatív | 9              |
| liberális                | 9              |
| baloldali / szocialista  | 6              |
| egyéb / pártonkívüli     | 3              |